# Кабанова, Ирина Ивановна
Ирина Ивановна Кабанова (род. 1964) — советская и белорусская актриса театра и кино, заведующая кафедрой сценической речи и вокала Белорусской государственной академии искусств, педагог по сценической речи и технике речи. Доцент по специальности «Искусство».

## Биография
Ирина Кабанова родилась 14 февраля 1964 года в Борисове.
Окончила СШ № 12 города Борисова.
Принимала участие в театральных постановках Борисовского любительского театра «Відарыс».
В 1984 поступила на театральный факультет Белорусского Государственного Театрально-Художественного Института (БГАИ), в 1988 году закончила его по специальности «Актёр театра кукол».
С 1988 по 1993 гг. работала актрисой в Могилёвском областном театре драмы и комедии им. В. И. Дунина-Марцинкевича (г. Бобруйск).
С 2001 по 2002 гг. занимала должность заместителя декана театрального факультета БГАИ. С 2002 по 2007 гг. работала в детских телепередачах Белтелерадиокомпании.
В 2002—2017 гг. — заведующая кафедрой сценической речи и вокала БГАИ.
Является автором многочисленных научных работ в области сценической речи и техники речи. Принимает активное участие в различных международных конференциях и симпозиумах по проблемам сценической речи, проводит международные авторские мастер-классы по технике речи в Польше, России, Швеции, Бельгии и Беларуси.
Действующая актриса театра и кино.

## Творческая деятельность

### Театр
- «Полоумный Журден» (М. Булгаков) — (Борисовский любительский театр «Відарыс»)
- «Синие кони на красной траве» (М. Шатров) — (Борисовский любительский театр «Відарыс»)
- «Извечная песня» (Я. Купала) — (Борисовский любительский театр «Відарыс»)
- 1988 — «Катастрофа» (А. Петрашкевич) — Анна (Могилёвский областной театр драмы и комедии имени В. И. Дунина-Марцинкевича)
- 1989 — «Золотой Цыплёнок» (В. Улановский) — Цыплёнок (Могилёвский областной театр драмы и комедии имени В. И. Дунина-Марцинкевича)
- 1989 — «Примаки» (Я. Купала) — Катеринка (Могилёвский областной театр драмы и комедии имени В. И. Дунина-Марцинкевича)
- 1989 — «Крошка» (Ж. Летраз) (Могилёвский областной театр драмы и комедии имени В. И. Дунина-Марцинкевича)
- 1991 — «Котик-Мотик» (З. Поправский) — Котик (Могилёвский областной театр драмы и комедии имени В. И. Дунина-Марцинкевича)
- 1991 — «Янка и Роза» (У. Ягоудик) — Роза (Могилёвский областной театр драмы и комедии имени В. И. Дунина-Марцинкевича)
- 1991 — «Семейный Уик-Энд» (Ж. Пуарэ) — (Могилёвский областной театр драмы и комедии имени В. И. Дунина-Марцинкевича)
- 1991 — «Никитин Лапоть» (М. Чарот) — (Могилёвский областной театр драмы и комедии имени В. И. Дунина-Марцинкевича)
- 1992 — «Женитьба Бальзаминова» (А. Островский) — (Могилёвский областной театр драмы и комедии имени В. И. Дунина-Марцинкевича)
- 1992 — «Волшебный Цветок» (Ю. Кузьмина) — (Могилёвский областной театр драмы и комедии имени В. И. Дунина-Марцинкевича)
- 1992 — «Беда от Нежного Сердца» (В. Соллогуб) — Настенька (Могилёвский областной театр драмы и комедии имени В. И. Дунина-Марцинкевича)
- 1993 — «Белоснежка и Семь Гномов» (А. Устенов) — Белоснежка (Могилёвский областной театр драмы и комедии имени В. И. Дунина-Марцинкевича)
- 2003 — «Ночь Гельвера» (И. Вилькист) — Карла (реж. А. Гарцуев, «АРТ-ПРОект»)
- 2007 — «Три версии жизни» (Я. Реза) — Соня (реж. А. Гарцуев, «АРТ-ПРОект»)
- 2008 — «Королева красоты» (М. Макдонах) — Мэг (реж. Т. Ачаповская, Республиканский театр белорусской драматургии)

### Кино
- 1984 — «Блондинка за углом» — эпизодическая роль («Ленфильм»)
- 1988 — «Поражение после победы» — Рита («Свердловская киностудия»)
- 2009 — «Ваша Честь — 2 / Суд»: Маршрутка (12 серия) — Атаманова Валентина Сергеевна (свидетель со стороны защиты) («Рекун-Синема», «Беларусьфильм»)
- 2009 — «Захватчики» — Инна Сергеевна Жудина (главный бухгалтер вагоноремонтного завода) (Телекомпания «Твинди»)
- 2010 — «Псевдоним „Албанец“ — 3» — Остапчук (капитан милиции) (Продюсерский центр «Фабула» по заказу НТВ)
- 2010 — «Журов. Возвращение»: 122 сантиметра (фильм 7) — Курнакова (Студия «Парус» по заказу «Централ партнершип»)
- 2010 — «Каменская-6»: Пружина для мышеловки (фильм 6) — Жанна (жена Артунова) (Кинокомпания «Рекун-синема»)
- 2011 — «Один-единственный и навсегда» — Татьяна (Кинокомпания «Тесей»)
- 2011 — «Расплата за любовь» — директор детского дома («Мармот-фильм»)
- 2012 — «Охота на Гауляйтера» — («Беларусьфильм», «Star Media»)
- 2012 — «Хлеб для Сталина. Истории раскулаченных» — Мария (жена раскулаченного Ивана) («Телекомпания НТВ»)
- 2012 — «Золотые ножницы» — эпизодическая роль («Медиапрофсоюз»)
- 2013 — «Чужая женщина» — судья («Медиапрофсоюз»)
- 2014 — «Другая семья» — эпизодическая роль («Медиапрофсоюз», «Тесей Продакшн»)
- 2014 — «Сторож» — мать (Виктор Красовский)
- 2014 — «Недотрога» — Валентина Андреевна (врач) («Медиапрофсоюз»)
- 2014 — «Плюс Любовь» — кладовщица («Студия Паламеда»)
- 2014 — «Бабье лето» — (Татьяна Дубавицкая)
- 2015 — «Ненавижу и люблю» — Надежда Ивановна (главврач роддома) («Студия Паламеда»)
- 2015 — «Снег растает в сентябре» — Валентина Николаевна (мать Ивана) («Медиапрофсоюз»)
- 2015 — «Дочь за отца» — Зоя (тётя Веры) («Паламеда Продакшн», Продюсерский центр «Фабула»)
- 2015 — «Простить за всё» — мать Анны («Паламеда Продакшн», Продюсерский центр «Фабула»)
- 2015 — «Кактус» — (Белорусская государственная академия искусств)
- 2015 — «Одной крови» — мама (Митрий Семёнов-Алейников)
- 2015 — «Неподкупный» — сотрудник почтового отделения (Кинокомпания «Свэлл Фильм»)

### Авторские учебные программы
2008 — Авторские учебные программы по технике речи для специализаций:
- «Актёрское искусство драматического театра и кино» (для заочной формы обучения)
- «Актёрское искусство театра кукол» (для дневной формы обучения)
- «Актёрское искусство музыкального театра» (для заочной формы обучения)
- «Режиссура драмы» (для заочной формы обучения)
- «Режиссура телевидения» (для дневной формы обучения)
- «Режиссура телевидения» (для заочной формы обучения)
- «Режиссура художественного фильма» (для дневной формы обучения)

### Телевизионные проекты
- 2002 — Телевизионная передача «Детский час» (Белтелерадиокомпания) — Мышка Микки
- 2006 — Телевизионная передача «Не зевай!» (Белтелерадиокомпания) — Троль Филимоша, Тётушка Сова
- 2015 — Реалити-шоу «Хочу в телевизор!» — член жюри / педагог по сценической речи (Белтелерадиокомпания)

### Другие проекты
- 2007 — Выставка портретной фотографии «PROэмоции»
- 2010 — Видеоклип на песню «Офицерская дружба» (ВИА Спецназ) — «Мама»

## Преподавание
- 1993—1997 — Руководитель кукольного кружка (Минский государственный дворец детей и молодёжи)
- 1997—2001 — Преподаватель сценической речи и техники речи (СШ № 136 с театральным уклоном г. Минска)
- 2001 — н.в. — Преподаватель сценической речи и техники речи (Белорусская государственная академия искусств)
- 2007 — н.в. — Консультант по технике речи телеканала «ОНТ» и телерадиокомпании «Мир» в Беларуси.

### Конференции и мастер-классы
- 2008 — Проведение лекции и мастер-класса по сценической речи на Республиканском семинаре-практикуме по хоровому пению, основанном на базе Белорусской государственной академии музыки (г. Минск)
- 2008 — Выступление с докладом «Проблемы культуры речи на современном этапе» на Международной научно-теоретической конференция «Актуальные проблемы искусства и современной школы Беларуси в условиях глобализации культуры», проведенной на базе Белорусской Государственной Академии Искусств (г. Минск)
- 2009 — Выступление с докладом «Проблемы сценической речи. Абитуриенты» на Республиканской научно-творческой конференции «III-е Нефёдовские чтения», проведенной на базе Белорусской государственной академии искусств (г. Минск)
- 2009 — Проведение мастер-класса по сценической речи в г. Нюмор[уточнить] (Бельгия)

## Общественная деятельность
- Член Совета БГАИ, Учебно-методического Совета БГАИ, Совета Театрального Факультета БГАИ
- Член Общественного Объединения «Белорусского союза театральных деятелей»
- Член Белорусского Республиканского Общественного Объединения «Белая Русь»
- Член Организации «Российская Общественная Академия Голоса» (недоступная ссылка)
- Член Международного Общественного Объединения «Театро»

## Признание и награды
- 2003 — Диплом 1-го Международного театрального фестиваля «Открытый формат» (г. Минск)
- 2009 — Присвоено учёное звание доцента по специальности «Искусство»